# Karl Stemolak
Karl Stemolak (* 8. November 1875 in Graz; † 13. April 1954 in Wien) war ein österreichischer Bildhauer.

## Leben
Stemolak studierte an der Akademie der bildenden Künste Wien bei Edmund Hellmer, dessen Schule in seinen Werken sichtbar wird.
Es handelt sich vornehmlich um allein für sich stehende männliche und weibliche Skulpturen. Diese zeigten in den Anfängen seines Schaffens (bis 1914) die Ruhe und Ausstrahlung antiker Statuen, mutmaßlich inspiriert von seinem Italienaufenthalt in den Jahren 1903–1904. Bereits 1903 war ihm der begehrte Prix de Rome (Rompreis) verliehen worden, der mit einem Stipendium und einem mehrjährigen Aufenthalt in Rom verbunden war.
Stemolak war aufgeschlossen und schätzte den künstlerischen Austausch mit Kollegen und ließ diese Erlebnisse auf sich und seine Arbeit einwirken. So zeigten seine späteren Werke zum Beispiel auch die expressionistischen Strömungen moderner Ausdruckskunst, wie sie in Wien bis 1918 beliebt waren und besonders durch Anton Hanak vorgelebt wurden.
Seine Präsidentschaft des Hagenbundes in Wien von 1914 bis zu dessen Auflösung im Jahr 1938 unterstreicht seine Offenheit für neue Einflüsse. 1946–1947 war Stemolak außerdem Präsident der Wiener Secession und organisierte deren erste Ausstellung nach dem Zweiten Weltkrieg. 1944 war Stemolak mit zwei bronzenen Sportler-Statuen auf der Großen Deutschen Kunstausstellung in München vertreten.
Er war von 1939 bis 1945 und erneut ab 1951 Mitglied des Künstlerhauses und der Neuen Secession, von 1948 bis 1954 war er außerdem Präsident der Berufsvereinigung der bildenden Künstler Österreichs.
Er wurde auf dem Ober Sankt Veiter Friedhof bestattet.
Im Jahr 1964 wurde in Wien-Donaustadt (22. Bezirk) die Stemolakgasse nach ihm benannt.

## Werke

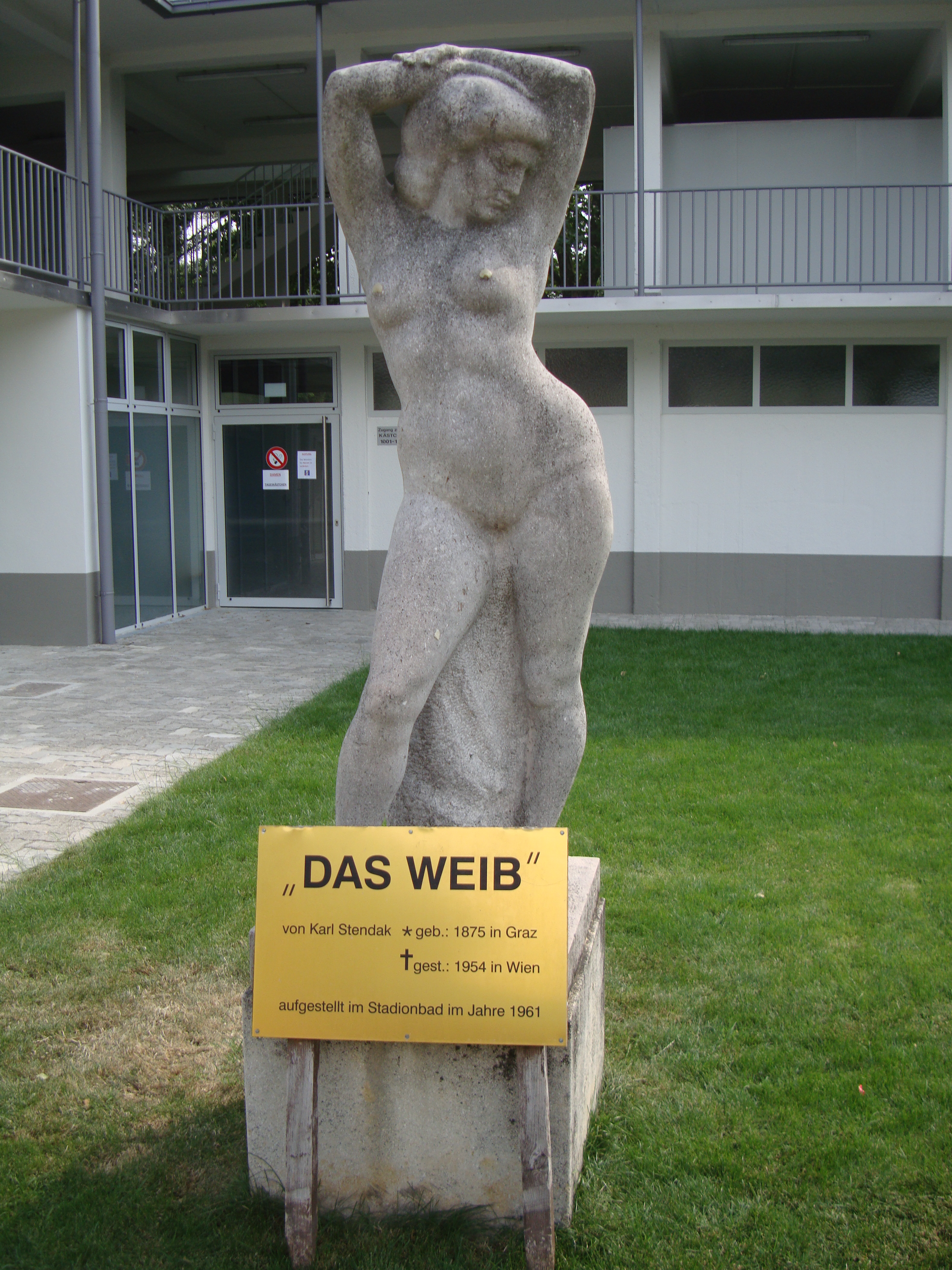
Das Weib im Stadionbad

Seine Arbeiten wurden besonders ab den 1930er Jahren von der öffentlichen Hand geschätzt und so schmücken seine Werke viele Gemeindebauten und öffentliche Anlagen. Berühmt sind zum Beispiel die Skulpturen am Wiener Amalienbad.
- Marmorbildnis „Der Schleier“
- Schauspielerbüsten Hugo Thimig
- 1909 Grabmal der Familie Dettelbach in Graz
- 1915/16 steinernes Relieffries an der Wiener Exportakademie (heute Universitätsbibliothek der Wirtschaftsuniversität Wien)
- 1925/26 sechs Steingestalten am Amalienbad
- 1929 „Der Gerechte“ am Justizpalast (Wien)
- 1932 Gruppe „Schreitender Mann und schreitende Frau“ für den Engelshof (20. Bezirk)
- 1941 den Maler Oskar Laske (heute im Wien Museum)
- 1942 Schauspielerbüste Richard Waldemar
- 1955 Marmorfigur „Das Weib“ im Wiener Stadionbad

Viele seiner Arbeiten stehen in öffentlichen Museen, so in der Österreichischen Galerie Belvedere (Bildnis einer Musikerin, Marmor 1905) und in den Sammlungen des Wien Museum (Selbstbildnis 1944).

## Auszeichnungen
- 1903 Prix de Rome (Rompreis)
- 1915 Staatsmedaille und Ehrenpreis der Stadt Wien
- 1929 Großer Preis der Stadt Wien
- 1950 Ehrenring der Stadt Wien, Ernennung zum Ehrenbürger
- 1954 Preis der Stadt Wien für Bildende Kunst